# Collier Hills (Antarktika)
Die Collier Hills sind eine Gruppe weitgehend eisfreier Hügel in der westantarktischen Heritage Range, die zu den Pioneer Heights gehört. Die Gipfel liegen zwischen dem Schanz-Gletscher im Westen und dem Driscoll-Gletscher im Osten, die sich beide südlich in den Union-Gletscher ergießen. Gipfel der Collier Hills sind der Mount Rodger (1410 m) im Nordwesten und Charles Peak (990 m) im Südosten.
Ihren Namen erhielten die Collier Hills von der Ellsworthgebirge-Expedition der University of Minnesota im Sommer 1962/63, die sie nach Robert M. Collier benannten, einem Ingenieurgeographen des United States Geological Survey und Teilnehmer der Expedition.